# Наровчатский сельсовет
Наровчатский сельсовет — муниципальное образование со статусом сельского поселения в Наровчатском районе Пензенской области Российской Федерации.
Административный центр — село Наровчат.

## История
Статус и границы сельского поселения установлены Законом Пензенской области от 2 ноября 2004 года № 690-ЗПО «О границах муниципальных образований Пензенской области».

## Население
| 2002  | 2010  | 2012  | 2013  | 2014  | 2015  | 2016  |
| ----- | ----- | ----- | ----- | ----- | ----- | ----- |
| 4954  | ↘4668 | ↗4675 | ↘4572 | ↘4453 | ↘4354 | ↘4282 |
| 2017  | 2018  | 2021  |       |       |       |       |
| ↘4208 | ↘4122 | ↗4464 |       |       |       |       |

## Состав сельского поселения
| № | Населённый пункт | Тип населённого пункта       | Население |
| - | ---------------- | ---------------------------- | --------- |
| 1 | Мелюковка        | село                         | ↘338      |
| 2 | Наровчат         | село, административный центр | ↘4057     |
| 3 | Шиловка          | село                         | ↘131      |